# Armands Šķēle
Armands Šķēle, né le 4 septembre 1983, à Riga, en République socialiste soviétique de Lettonie, est un joueur letton de basket-ball. Il évolue au poste d'ailier.

## Palmarès
- EuroCoupe :
  - Vainqueur : 2008
- Championnat d'Estonie :
  - Vainqueur : 2011, 2012 et 2013.
- Championnat de Lettonie :
  - Vainqueur : 2008? 2016 et 2017.